# Biltema Danmark
Biltema Danmark A/S er Biltemas danske selskab og et datterselskab til hollandske Biltema Holding. De har hovedkvarter i Slagelse med 19 varehuse i Danmark. Biltemas varehuse i Danmark er typisk på 5.000 m2 med varer som bildele, biltilbehør, værktøj og en lang række øvrige nonfood-varer. I 2024 havde Biltema Danmark en omsætning på 1,062 mia. danske kroner. I 2024 havde Biltema Danmark 741 ansatte, hvilket svarede til 324 fuldtidsstillinger.

## Varehuse i Danmark
- Esbjerg
- Fredericia[5]
- Glostrup
- Herning[6]
- Hjørring
- Holbæk
- Horsens
- Kalundborg
- Nykøbing Falster
- Næstved
- Odense
- Randers
- Roskilde
- Rødekro
- Slagelse[7]
- Sønderborg
- Thisted[8]
- Aalborg (City Syd)
- Holstebro